# George Forrest Browne

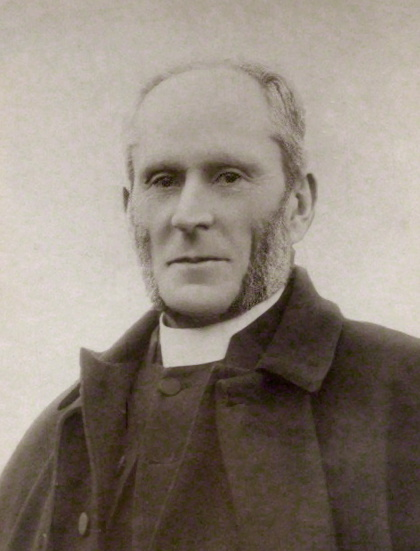
George Forrest Browne (1907)

George Forrest Browne (* 4. Dezember 1833 in York, England; † 1. Juni 1930 in Bexhill-on-Sea) war ein englischer Gelehrter und anglikanischer Bischof.

## Leben und Karriere
Browne besuchte die St Peter’s School in York und anschließend das St Catharine’s College der University of Cambridge. An der St Catharine’s begann Browne seine Karriere als Dozent sowie Kaplan.
Von 1887 bis 1892 war er Disney Professor of Archaeology an der Universität Cambridge und wurde 1891 Kanoniker der St Paul’s Cathedral. 1895 wurde er dann Suffraganbischof von Stepney und anschließend Bischof der Diözese Bristol bis 1914. 1921 wurde er Ehrenmitglied der British Academy.
Nebenbei war Browne als Autor tätig und veröffentlichte zahlreiche Schriften.

## Veröffentlichungen
- Ice Caves in France and Switzerland. London 1865
- 1879: The Venerable Bede
- 1889: The Ilam Crosses
- 1893: Lessons from Early English Church History
- 1894: The Christian Church in these Islands before the Coming of Augustine
- 1902: History of St Catharine’s College
- 1915: The Recollections of a Bishop